# Автошлях О 020501
Автошля́х О 020501 — автомобільний шлях місцевого значення у Вінницькій області. Пролягає територією Вінницького району від міста Іллінці до села Бабин. Загальна довжина — 12 км.

## Маршрут
Автошлях проходить через такі населені пункти:
| Автошлях О 020501 |
| Вінницька область |
| Вінницький район  |
| Іллінці           |
| Неменка           |
| Бабин             |